# شبستان (کلیسا)

طرح شماتیک یک کلیسای جامع، منطقه رنگی شبستان را نشان می‌دهد.

شبستان کلیسای سن سولپیس در پاریس، فرانسه

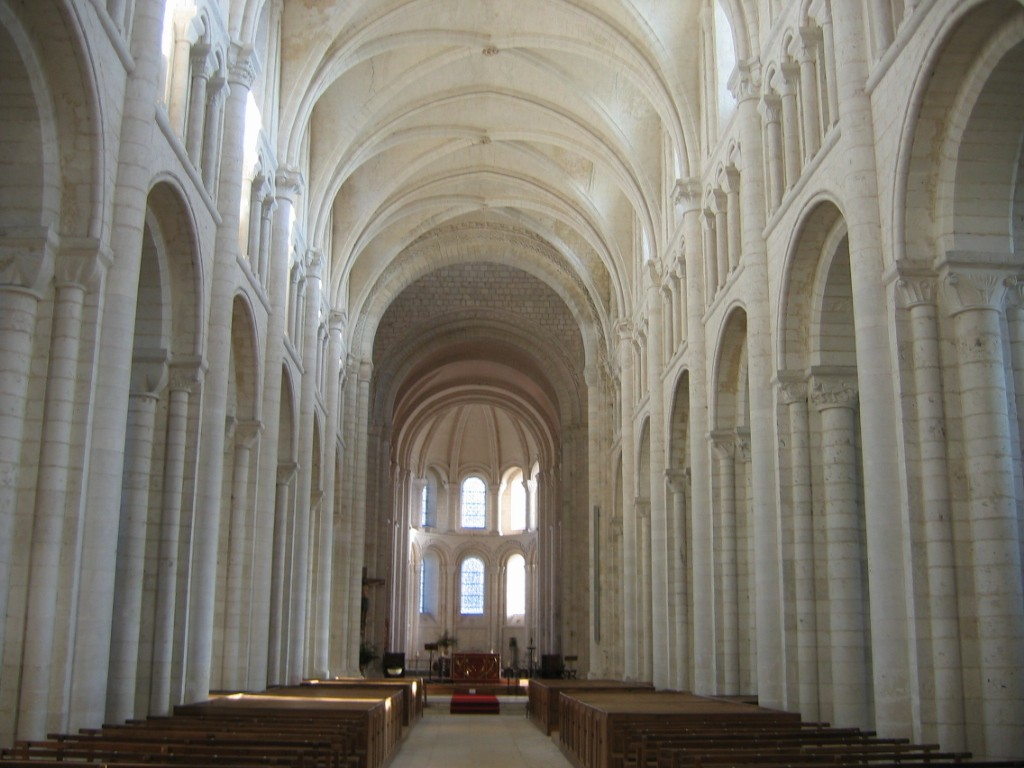
شبستان رمانسک از صومعه کلیسا سن ژرژ-د-بورشرویل، نرماندی، فرانسه. یک معبر سه‌دهانه‌ای در بالای راهروها وجود دارد.

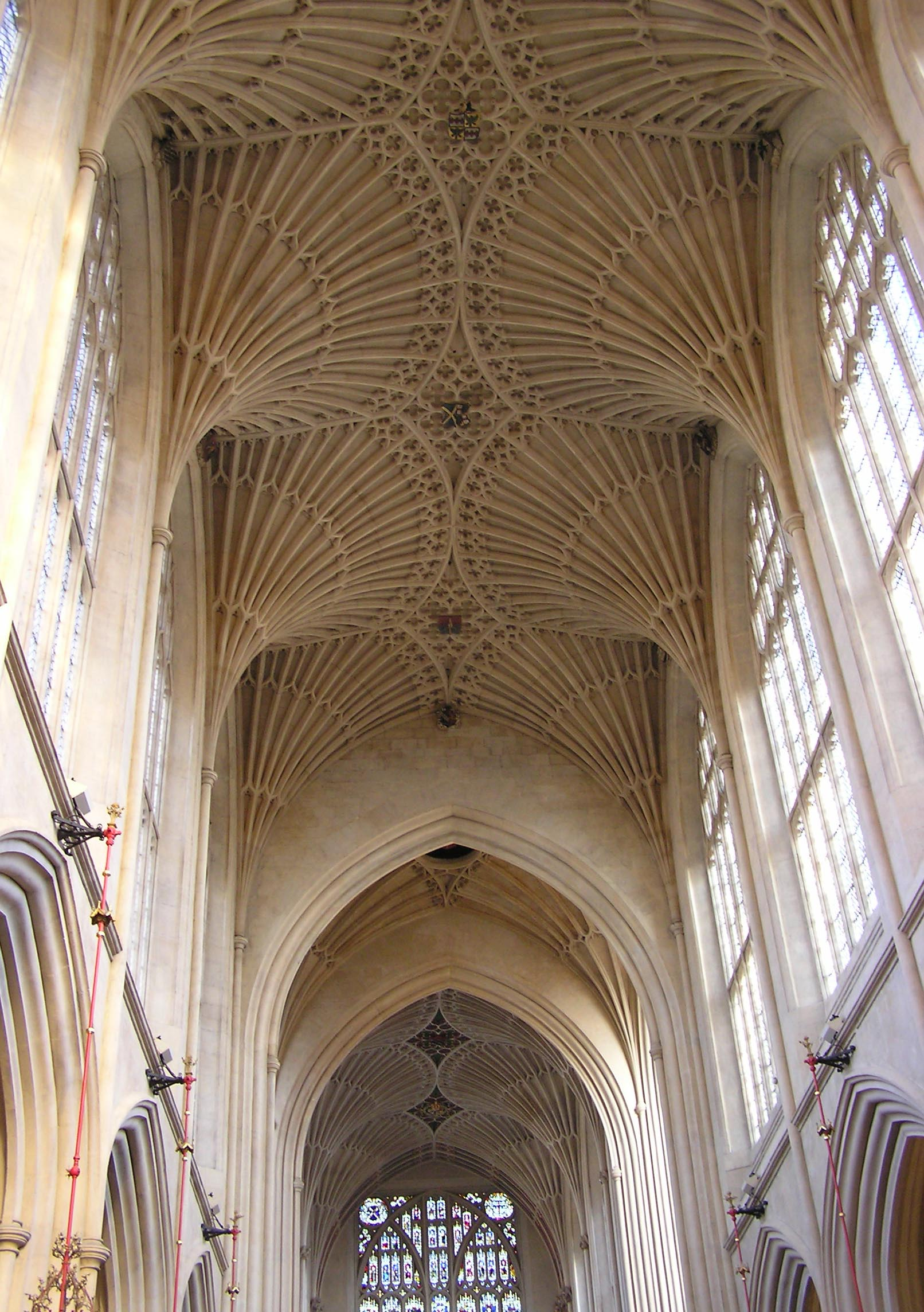
طاق فن مربوط یه اواخر گوتیک (۱۶۰۸، مرمت شده در دهه ۱۸۶۰) بالای شبستان دیر باث، باث، انگلستان. ساخته شده از سنگ حمام. این بخش مربوط به مرمت‌های دوره ویکتوریایی است. کوتاه شدن سه دهانه‌ای‌ها، گستره بیشتری برای پنجره‌ها در اختیار گذاشته است.

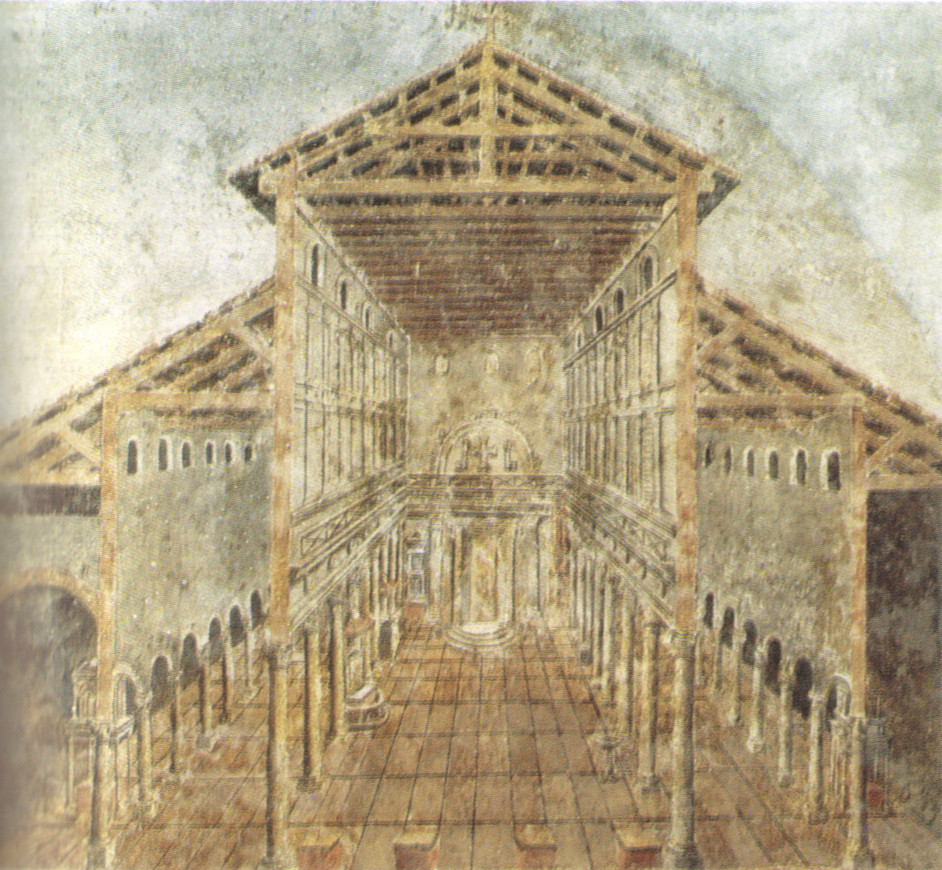
یک نقاشی فرسک که کلیسای سن پیترو در رم، ساخته شده در قرن چهارم میلادی را نشان می‌دهد. شبستان مرکزی، توسط پنجره‌های بالای راهروهای کناری روشن شده است.

شبستان (به انگلیسی: Nave؛ تلفظ: /ˈneɪv/) در معماری دیرها، کلیساهای جامع، بازیلیکاها و کلیساهای رمانسک و گوتیک بدنه اصلی بنا است که دسترسی از مرکز به محراب کلیسا را تأمین می‌کند.
شبستان کلیسا از ورودی، که ممکن است یک هشتی جداگانه باشد، به جایگاه مخصوص کشیش در صدر کلیسا گسترش می‌یابد و گاهی در طرفین توسط راهروهای کوتاهتری احاطه می‌شود که با رواق‌هایی از شبستان جدا می‌شوند. اگر این راهروها بلند باشند و عرض آن‌ها قابل مقایسه با عرض شبستان مرکزی باشد ممکن است بگویند که سه شبستان دارد.
در زبان انگلیسی اصطلاح شبستان (Nave) از کشتی (navis) در زبان لاتین قرون وسطی مشتق شده است.
کشتی یکی از نمادهای صدر مسیحیت بود. همچنین ممکن است این واژه از تیرهای طاق‌های کلیسا، که شبیه به تیرهای حمال کف کشتی هستند، گرفته شده باشد. نوعی از کشتی را در بسیاری از کشورهای اسکاندیناوی و بالتیک به وفور می‌توان یافت که همانند شبستان یک کلیسا است. افزون بر این، در برخی از زبان‌ها یک واژه، به عنوان مثال «اسکیب» (به دانمارکی: skib) یا «اهِپ» (به سوئدی: skepp)، برای هر دو مفهوم «شبستان» و «کشتی» بکار می‌رود.

## تاریخچه
اولین کلیساها زمانی ساخته شدند که سازندگان آن‌ها با شکل بازلیکای رومی آشنا بودند که یک ساختمان عمومی برای انجام معاملات تجاری بود. این ساحتمان‌ها یک محوطه مرکزی بزرگ داشتند که با ستون‌هایی از راهروها جدا می‌شدند و از پنجره‌هایی در نزدیکی سقف برخوردار بودند. کلیسای قدیمی سنت پیتر در رم یکی از نخستین کلیساهایی است که این فرم را داراست. این کلیسا در قرن چهارم میلادی به دستور کنستانتین بزرگ امپراتور روم ساخته شد و در قرن شانزدهم بازسازی شد.
شبستان کلیسا بدنه اصلی ساختمان است و بخشی است که برای مردم اختصاص یافته و در مقابل جایگاه مخصوص کشیش قرار می‌گیرد که در آن روحانیون حضور می‌یابند. این دو محوطه یا جایگاه در کلیساهای قرون وسطی توسط دیواره یا پارتیشنی از هم جدا شدند. این دیواره، که آن را اغلب از چوب می‌ساختند و بسیار استادانه تزئین می‌شد، از ویژگی‌های قابل توجه کلیساهای اروپا از سده ۱۴ تا اواسط سده ۱۶ میلادی بشمار می‌رود.
در قرون وسطی شبستان‌ها به بخش‌هایی تقسیم شدند تا با تکرار فرم و تأکید بر عناصر عمودی طول شبستان را بیشتر نشان دهند. در دوره رنسانس، به سبب تأثیرات دراماتیک از تناسبات متعادل‌تری بهره جستند.

## برترین‌ها
- طولانی‌ترین شبستان در دانمارک: کلیسای جامع آرهوس با ۹۳ متر (۳۰۵ فوت).
- طولانی‌ترین شبستان در انگلستان: کلیسای جامع سنت آلبنز در سنت آلبنز با ۸۴ متر (۲۷۶ فوت).
- طولانی‌ترین شبستان در ایرلند: کلیسای جامع سن پاتریک دوبلین با ۹۱ متر (۲۹۹ فوت) (خارجی).
- طولانی‌ترین شبستان در فرانسه: کلیسای جامع بورژ با ۹۱ متر (۲۹۹ فوت) شامل فضای گروه کر.
- طولانی‌ترین شبستان در آلمان: کلیسای جامع کلن با ۵۸ متر (۱۹۰ فوت) شامل دو بخش بین برج‌ها.
- طولانی‌ترین شبستان در ایتالیا: کلیسای سن پیترو در رم با ۹۱ متر (۲۹۹ فوت) در چهار خلیج.
- طولانی‌ترین شبستان در اسپانیا: سویلبا با ۶۰ متر (۲۰۰ فوت) در پنج بخش.
- طولانی‌ترین شبستان در ایالات متحده: کلیسای جامع سنت جان در نیویورک (اسقفی) با ۷۰ متر (۲۳۰ فوت).
- بلندترین طاق شبستان: کلیسای جامع بووه در فرانسه با ۴۸ متر (۱۵۷ فوت) ارتفاع. البته در واقع تنها یک بخش از شبستان با این ارتفاع ساخته شده و فضای گروه کر و جناح‌ها هم ارتفاع ساخته شده‌اند.
- بلندترین شبستان کامل: کلیسای سن پیترو در رم، ایتالیا با ۴۶ متر (۱۵۱ فوت) ارتفاع.